# 鷹樹烏介
鷹樹 烏介（たかぎ あすけ）は、日本の小説家。東京都出身。

## 来歴・人物
日本大学農獣医学部卒業。
一般社団法人日本推理作家協会会員。　歴史小説イノベーション操觚の会会員。
2017年『第五回ネット小説大賞』を受賞。
2018年受賞作『ガーディアン新宿警察署特殊事案対策課』でデビュー。
2022年『銀狐は死なず』が『第五回 書評家 細谷正充賞』を受賞。

## 著書
- 『ガーディアン 新宿警察署特殊事案対策課』（宝島社文庫、2018.1）
- 『ファイアガード 新宿警察署特殊事案対策課』（宝島社文庫、2019.1）
- 『警視庁特任捜査官グール』（宝島社文庫、2020.5）
- 『警視庁特任捜査官グール 公安のエス』（宝島社文庫、2021.1）
- 『第四トッカン 警視庁特異集団監視捜査第四班』（双葉文庫、2021.3）
- 『銀狐は死なず』（二見書房、2022.1）
- 『武装警察 第１０３分署』（祥伝社文庫、2022.10）
- 『ワイルドドッグ 路地裏の探偵』（ハルキ文庫、2023.10）
- 『ソルジャー＆スパイ 公安機動捜査隊〈特別作業班〉』（ＰＨＰ文庫、2023.11)
- 『警視庁公安部外事四課アンカーベイビー』（徳間書店、2025.2.7)